# Qazaq Radiosy
Qazaq Radiosy (kasachisch Қазақ радиосы, russisch Казахское радио/Kasachskoje radio) ist ein staatlicher Hörfunksender aus Kasachstan.

## Geschichte.
Das kasachische Radio umfasst eine Welle namens „Shalkar-Radios“. Es gibt eine interessante historische Tatsache darüber, wie es zu dem Namen „Shalkar“ kam. Ein junger Spezialist, der sein Studium an der Fakultät für Journalismus des Kasachischen Pädagogischen Instituts abgeschlossen hat, schließt sich dem Team von „Kazakh Radio“ an, das gerade eröffnet wird. Dieser junge Berufstätige war der Schriftsteller Keneßzhan Schalkarov, ein Mitglied des Schriftstellerverbandes Kasachstans. Als sich das Management von „Kazakh Radio“ auf die Eröffnung eines neuen Senders vorbereitete, dachten sie über den Namen und die Bezeichnung nach. Dann der junge Spezialist K. Schalkarow äußerte seinen Vorschlag. Er dachte über den Namen „SHALKAR“ nach. Daher hatte das Management von „Kazakh Radio“ keine Einwände und eröffnete einen neuen Kanal, der einen schönen und sehr hellen Namen haben wird.
Das Programm wird hauptsächlich in kasachischer und russischer Sprache gesendet. Es werden aber auch Programme auf Aserbaidschanisch, Deutsch, Koreanisch, Tatarisch, Türkisch und Uigurisch ausgestrahlt. Empfangen werden kann Kazakh Radio in ganz Kasachstan sowie den Grenzgebieten von China, Kirgisistan, Russland und Usbekistan.
Themen des Senders sind vorwiegend Politik, Wirtschaft, Landwirtschaft, Internationales, Kultur und Bildung.